# Annales mosellani
Les Annales mosellani ou mosellenses ou Annales mosellanes en français sont des annales impériales de l’Empire carolingien couvrant la période allant de 703 à 798. Les mentions sont brèves et peu littéraires. Elles ont été découvertes, en 1869, dans un manuscrit de la Bibliothèque nationale de Russie par Johann Martin Lappenberg qui en a produit une édition incluse dans les Monumenta Germaniae Historica.
Lappenberg place leur rédaction dans la vallée de la Moselle, à Metz ou à l’abbaye de Gorze étant donné des références à celle-ci. Wilhelm von Giesebrecht a, pour sa part, suggéré une rédaction dans l'abbaye de Saint-Martin de Cologne, fondée par Pépin de Herstal.
Textuellement, les annales sont identiques aux Annales de Lorsch, qui débutent aussi en 703. Les faits concernant l’an 786 est manquant dans les Annales mosellani, contrairement aux Annales de Lorsch, et toutes les années qui suivent sont décalées d’un an.
Extrait du texte des Annales :
« 704 mors Canini episcopi, mort de l'évêque Canin
705 dormitio Domnani abbatis, mort de l’abbé Adomnan
706 mors Cellani abbatis, mort de l’abbé Cellan
707 dormitio Tigermali, mort de Tigermal
708 Drocus mortuus est, Drogon est mort
709 durus et deficiens fructus, année dure et récolte chétive
710 Pippinus migravit in Alamannia, Pépin voyage en Allemagne
711 (…) mors Hildeberti, mort de Childebert »